# Safety Checklist Contractors
Lista sprawdzająca bezpieczeństwo dla kontrahentów (skr. SCC od ang. Safety Checklist for Contractors) – jest narzędziem do oceny systemu bezpieczeństwa i efektów osiągniętych przez kontrahenta w tym zakresie. Zastosowanie SCC oznacza doskonalenie działania z zakresu bezpieczeństwa w organizacji zatrudnionej do wykonania niebezpiecznych prac. Certyfikat SCC zapewnia, że niebezpieczna praca jest wykonywana przez kompetentną organizację z przeszkolonymi pracownikami, z profesjonalnym systemem zarządzania bezpieczeństwem i poważnym podejściem do spraw BHP.
Lista sprawdzająca bezpieczeństwo dla kontrahentów (SCC) jest standardem mającym zastosowanie do oceny i certyfikacji systemu zarządzania bezpieczeństwem. Certyfikat SCC dowodzi, że wewnętrzne procesy dostawcy zostały ocenione w odniesieniu do najlepszej praktyki w zarządzaniu bezpieczeństwem i zostały uznane za zgodne z tą praktyką.
SCC był pierwotnie systemem przeznaczonym dla podwykonawców, czy też usługodawców działających w przemyśle petrochemicznym. Później uznany został za akredytowany, powszechny i stał się coraz bardziej znanym na rynku międzynarodowym i stosowany również w innych branżach przemysłu. Obecnie kierownictwa dużych firm często żądają aby kontrahenci pracujący dla nich mieli ważny certyfikat SCC 2000/03.

## SCC a PN-N 18001
Standard SCC może być traktowany jako kolejny element doskonalenia Systemu Zarządzania Bezpieczeństwem i Higieną Pracy. Organizacja posiadająca wdrożony system zgodny z normą PN-N-18001 może wymagać od swoich podwykonawców wdrożenia SCC jako elementu spełniania punktu 4.4.10 Podwykonawstwo – aby podwykonawcy stosowali jak najlepsze rozwiązania w zakresie BHP.

## Korzyści z wdrożenia SCC
Do najważniejszych korzyści wynikających z wdrożenia zasad SCC przez podwykonawcę należą:
- obniżenie liczby wypadków poprzez usystematyzowanie wszystkich zagadnień związanych z bezpieczeństwem pracy i zdrowiem, jak również z ochroną środowiska;
- konsekwentne dotrzymywanie zaleceń przepisów BHP w odniesieniu do obowiązujących wymagań prawnych;
- umocnienie identyfikacji, motywacji i więzi pracowników z przedsiębiorstwem poprzez włączenie kierownictwa w proces ochrony bezpieczeństwa i higieny pracy oraz ochrony środowiska;
- wzrost zaufania ze strony zleceniodawcy;
- umocnienie wizerunku i przewagi konkurencyjnej na krajowym i międzynarodowym rynku poprzez doskonalenie zdolności do zapewniania bezpieczeństwa pracy.

Jako najważniejsze korzyści dla zleceniodawcy wynikające z wdrożenia zasad SCC przez podwykonawcę należy wymienić:
- certyfikowany system SCC zapewnia zleceniodawcę, że zatrudnieni podwykonawcy będą postępować zgodnie z przepisami i zasadami BHP;
- dzięki porównywalnym systemom wymagań przy zarządzaniu Bezpieczeństwem i Higieną Pracy unika się nieporozumień między kontrahentami;
- istnieje możliwość obniżki kosztów u obu kontrahentów, gdyż wydłużają się okresy bezawaryjnej pracy i tracą rację bytu kosztowne audyty przeprowadzane przez zleceniodawców;
- zmniejsza się czas przestojów maszyn i urządzeń z winy podwykonawcy;
- wzrost świadomości znaczenia BHP wśród pracowników prowadzi do zmniejszenia wskaźnika wypadkowości, a tym samym do zmniejszenia obciążeń finansowych przedsiębiorstw kosztami pracy;
- wyraźny wzrost bezpieczeństwa prawnego.

Poprawa bezpieczeństwa w obszarze podzlecania prac kontraktowych i redukcja ilości awarii urządzeń stanowi ochronę życia ludzi i otaczającego ich środowiska. To sprawia, że certyfikacja SCC jest zaletą nie tylko dla kierownictwa firmy i jej dostawców, ale także dla każdego pracownika i ogółu społeczeństwa.
SCC może zostać wdrożone w dowolnej organizacji/firmie, bez względu na branżę i na wielkość przedsiębiorstwa, a certyfikaty SCC mogą być udzielane w ramach certyfikacji ISO 9001 oraz ISO 14001, co redukuje koszty związane z certyfikacją.